# San Pablo (Zamboanga del Sur)
San Pablo ist eine philippinische Stadtgemeinde in der Provinz Zamboanga del Sur. Sie hat 26.106 Einwohner (Zensus 1. August 2015).

## Baranggays
San Pablo ist politisch in 28 Baranggays unterteilt.
| - Bag-ong Misamis - Bubual - Buton - Culasian - Daplayan - Kalilangan - Kapamanok - Kondum - Lumbayao - Mabuhay - Marcos Village - Miasin - Molansong - Pantad | - Pao - Payag - Poblacion (San Pablo) - Pongapong - Sacbulan - Sagasan - San Juan - Senior - Songgoy - Tandubuay - Taniapan - Ticala Island - Tubo-pait - Villakapa |